# Flotta della Royal Navy
Questa pagina elenca le unità navali in servizio della Royal Navy, la marina militare del Regno Unito. Alla data del 28 agosto 2014 le unità in servizio erano settantasette, di cui sei cacciatorpediniere lanciamissili, tredici fregate e dieci sottomarini nucleari. Il dislocamento totale della flotta assomma a 336.000 tonnellate.
Gli unici vascelli a non essere stati costruiti nel Regno Unito sono i rompighiaccio Endurance e Protector, realizzati in Norvegia. Tutte le navi della Royal Navy sono precedute dal prefisso navale "HMS" (Her Majesty's Ship o, nel caso dei sottomarini, Her Majesty's Submarine); unica eccezione è il piccolo Gleaner, che ha come prefisso "HMSML", Her Majesty's Survey Motor Launch.
Le navi della Royal Fleet Auxiliary e dei Royal Marines, che pure fanno parte della Royal Navy, non sono incluse nella pagina, così come non vi sono incluse le imbarcazioni dipendenti dal Serco Marine Services, che gestisce centinaia di navi ausiliarie a supporto del Naval Service britannico.

## Flotta di superficie

### Portaerei
| Classe                    | Immagine                  | Tipo                      | Navi                                                | Anno di entrata in servizio | Dislocamento              | Note                          |
| Portaerei (2 in servizio) | Portaerei (2 in servizio) | Portaerei (2 in servizio) | Portaerei (2 in servizio)                           | Portaerei (2 in servizio)   | Portaerei (2 in servizio) | Portaerei (2 in servizio)     |
| ------------------------- | ------------------------- | ------------------------- | --------------------------------------------------- | --------------------------- | ------------------------- | ----------------------------- |
| Queen Elizabeth           | HMS Queen Elizabeth (R08) | Superportaerei            | HMS Queen Elizabeth (R08) HMS Prince of Wales (R09) | 2017 2019                   | 65,000 tonnellate         | Nave ammiraglia della flotta. |

### Cacciatorpediniere
| Classe                             | Immagine                           | Tipo                               | Navi | Data di entrata in servizio        | Dislocamento                       | Note                               |
| Cacciatorpediniere (6 in servizio) | Cacciatorpediniere (6 in servizio) | Cacciatorpediniere (6 in servizio) | Cacciatorpediniere (6 in servizio)                                                                          | Cacciatorpediniere (6 in servizio) | Cacciatorpediniere (6 in servizio) | Cacciatorpediniere (6 in servizio) |
| ---------------------------------- | ---------------------------------- | ---------------------------------- | --- | ---------------------------------- | ---------------------------------- | ---------------------------------- |
| Type 45                            | HMS Daring (D32)                   | Cacciatorpediniere lanciamissili   | HMS Daring (D32) HMS Dauntless (D33) HMS Diamond (D34) HMS Dragon (D35) HMS Defender (D36) HMS Duncan (D37) | 2009 2010 2011 2012 2013           | 8,500 tonnellate                   |                                    |

### Fregate
| Classe                  | Immagine                | Tipo                    | Navi | Data di entrata in servizio             | Dislocamento            | Note                                            |
| Fregate (8 in servizio) | Fregate (8 in servizio) | Fregate (8 in servizio) | Fregate (8 in servizio) | Fregate (8 in servizio)                 | Fregate (8 in servizio) | Fregate (8 in servizio)                         |
| ----------------------- | ----------------------- | ----------------------- | --- | --------------------------------------- | ----------------------- | ----------------------------------------------- |
| Type 23                 | HMS Iron Duke (F234)    | Fregata                 | HMS Lancaster (F229) HMS Iron Duke (F234) HMS Richmond (F239) HMS Somerset (F82) HMS Sutherland (F81) HMS Kent (F78) HMS Portland (F79) HMS St Albans (F83) | 1992 1993 1995 1996 1997 2000 2001 2002 | 4,900 tonnellate        | Saranno rimpiazzate da 8 nuove fregate Type 26. |

### Cacciamine
| Classe                     | Immagine                   | Tipo                       | Navi | Data di entrata in servizio | Dislocamento               | Note                       |
| Cacciamine (7 in servizio) | Cacciamine (7 in servizio) | Cacciamine (7 in servizio) | Cacciamine (7 in servizio)                                                                                                | Cacciamine (7 in servizio)  | Cacciamine (7 in servizio) | Cacciamine (7 in servizio) |
| -------------------------- | -------------------------- | -------------------------- | --- | --------------------------- | -------------------------- | -------------------------- |
| Hunt                       | HMS Atherstone (M38)       | Cacciamine                 | HMS Ledbury (M30) HMS Cattistock (M31) HMS Brocklesby (M33) HMS Middleton (M34) HMS Chiddingfold (M37) HMS Hurworth (M39) | 1981 1982 1983 1984 1985    | 750 tonnellate             |                            |
| Sandown                    | HMS Ramsey (M110)          | Cacciamine                 | HMS Bangor (M109) | 2000                        | 600 tonnellate             |                            |

### Pattugliatori
| Classe                         | Immagine                       | Tipo                           | Navi | Data di entrata in servizio        | Dislocamento                                                        | Note |
| Pattugliatori (26 in servizio) | Pattugliatori (26 in servizio) | Pattugliatori (26 in servizio) | Pattugliatori (26 in servizio) | Pattugliatori (26 in servizio)     | Pattugliatori (26 in servizio)                                      | Pattugliatori (26 in servizio) |
| ------------------------------ | ------------------------------ | ------------------------------ | --- | ---------------------------------- | ------------------------------------------------------------------- | --- |
| River                          | HMS Severn (P282)              | Pattugliatore d'altura         | HMS Tyne (P281) HMS Severn (P282) HMS Mersey (P283) HMS Forth (P222) HMS Medway (P223) HMS Trent (P224) HMS Tamar (P233) HMS Spey (P234) | 2003 2018 2019 2020 2021           | 1,700 tonnellate 1,700 tonnellate 2,000 tonnellate 2,000 tonnellate | |
| Archer                         | HMS Raider (P275)              | Pattugliatore Costiero         | HMS Archer (P264) HMS Biter (P270) HMS Smiter (P272) HMS Pursuer (P273) HMS Blazer (P279) HMS Dasher (P280) HMS Puncher (P291) HMS Charger (P292) HMS Ranger (P293) HMS Trumpeter (P294) HMS Express (P163) HMS Example (P165) HMS Explorer (P164) HMS Exploit (P167) HMS Tracker (P274) HMS Raider (P275) | 1985 1986 1988 1985 1986 1988 1998 | 54 tonnellate                                                       | Queste navi fanno parte delle University Royal Naval Unit, a eccezione del Raider e del Tracker che sono basati alla HMNB Clyde quale parte del Faslane Patrol Boat Squadron. |
| Scimitar                       | HMS Sabre (P285)               | Pattugliatore Costiero         | HMS Scimitar (P284) HMS Sabre (P285) | 2003                               | 24 tonnellate                                                       | Formano il Gibraltar Squadron. |

### Sorveglianza e pattugliatori antartici
| Classe                                                 | Immagine                                               | Tipo                                                   | Navi                                                   | Data di entrata in servizio                            | Dislocamento                                           | Note |
| Sorveglianza e pattugliatori antartici (3 in servizio) | Sorveglianza e pattugliatori antartici (3 in servizio) | Sorveglianza e pattugliatori antartici (3 in servizio) | Sorveglianza e pattugliatori antartici (3 in servizio) | Sorveglianza e pattugliatori antartici (3 in servizio) | Sorveglianza e pattugliatori antartici (3 in servizio) |      |
| ------------------------------------------------------ | ------------------------------------------------------ | ------------------------------------------------------ | ------------------------------------------------------ | ------------------------------------------------------ | ------------------------------------------------------ | ---- |
| Scott                                                  | HMS Scott (H131)                                       | Nave per la sorveglianza oceanica                      | HMS Scott (H131)                                       | 1997                                                   | 13,500 tonnellate                                      |      |
| Protector                                              | HMS Protector (A173)                                   | Pattugliatore antartico rompighiaccio                  | HMS Protector (A173)                                   | 2011                                                   | 5,000 tonnellate                                       |      |
| Magpie                                                 | HMS Magpie (H130)                                      | Nave per la sorveglianza costiera                      | HMS Magpie (H130)                                      | 2018                                                   | 37 tonnellate                                          |      |

### Navi storiche
| Classe                        | Immagine                      | Tipo                              | Navi                          | Data di entrata in servizio   | Dislocamento                  | Note                                                                                           |
| Navi storiche (1 in servizio) | Navi storiche (1 in servizio) | Navi storiche (1 in servizio)     | Navi storiche (1 in servizio) | Navi storiche (1 in servizio) | Navi storiche (1 in servizio) |                                                                                                |
| ----------------------------- | ----------------------------- | --------------------------------- | ----------------------------- | ----------------------------- | ----------------------------- | ---------------------------------------------------------------------------------------------- |
| -                             | HMS Victory                   | Vascello di linea di prima classe | HMS Victory                   | 1778                          | 3,556 tonnellate              | Nave ammiraglia del primo lord del mare; ancorata in via definitiva presso la HMNB Portsmouth. |

## Sottomarini
| Classe                       | Immagini                     | Tipo                                | Sommergibili                                                                                | Data di entrata in servizio  | Dislocamento                 | Note                                                                |
| Sottomarini (10 in servizio) | Sottomarini (10 in servizio) | Sottomarini (10 in servizio)        | Sottomarini (10 in servizio)                                                                | Sottomarini (10 in servizio) | Sottomarini (10 in servizio) | Sottomarini (10 in servizio)                                        |
| ---------------------------- | ---------------------------- | ----------------------------------- | ------------------------------------------------------------------------------------------- | ---------------------------- | ---------------------------- | ------------------------------------------------------------------- |
| Astute                       | HMS Astute (S119)            | Sottomarino nucleare                | HMS Astute (S119) HMS Ambush (S120) HMS Artful (S121) HMS Audacious (S122) HMS Anson (S123) | 2010 2013 2016 2021 2022     | 7,400 tonnellate             | Saranno sette in totale, altri due sottomarini sono in costruzione. |
| Vanguard                     | HMS Vanguard (S28)           | Sottomarino lanciamissili balistici | HMS Vanguard (S28) HMS Victorious (S29) HMS Vigilant (S30) HMS Vengeance (S31)              | 1993 1995 1996 1999          | 15,900 tonnellate            |                                                                     |